# 晶晨半导体
晶晨半导体（英語：AMLogic）是一家于1995年3月14日，成立于美国加利福尼亚州圣塔克拉拉成立的無廠半導體公司，目前总部设立于美国硅谷核心区山景城，并在全球多个科技与产业枢纽设有分支机构，包括：班加罗尔（印度）、首尔（韩国）、上海（中国）、新加坡、东京（日本）、伦敦（英国）、米兰（意大利）、慕尼黑（德国）及诺维萨德（塞尔维亚）。
主要从事设计和销售片上系统，为智能机顶盒、智能电视、音视频系统终端、无线连接及车载信息娱乐系统等多个产品领域提供多媒体SoC芯片和系统级解决方案，业务覆盖全球主要经济区域，积累了全球知名的客户群。产品技术先进性和市场覆盖率位居行业前列，为智能机顶盒芯片的领导者、智能电视芯片的引领者和音视频系统终端芯片的开拓者。
晶晨半导体曾生产供VCD、DVD播放器等设备使用的MPEG-2解码芯片。该公司亦参与过高清通用光盘标准的制定。晶晨半导体曾经与2010-2013年参与中国平板电脑市场的竞争，但现时已经退出。
晶晨半导体使用ARM的授权，并在绝大多数产品中运用ARM架構。2013年，ARM与晶晨共同召开发布会，宣布晶晨为首个集成了6个或以上Mali-450图形处理器核心的厂商。